# Stranger Eyes
Stranger Eyes er en film fra 2024 af Yeo Siew Hua.

## Medvirkende
- Wu Chien-ho som Junyang
- Lee Kang-sheng som Lao Wu
- Anicca Panna som Peiying
- Vera Chen som Shuping
- Xenia Tan som Ling Po
- Pete Teo som Zheng
- Maryanne Ng-Yew som Wu
- Mila Troncoso som Ana